# آندره دلوو
آندره دلوو (فرانسوی: André Delvaux‎؛ ۲۱ مارس ۱۹۲۶ – ۴ اکتبر ۲۰۰۲) کارگردان فیلم، فیلم‌نامه‌نویس و تدوین‌گر اهل بلژیک بود که عموماً به عنوان بنیانگذار سینمای ملی بلژیک شناخته می‌شود.
او در سال ۲۰۱۱ جایزه ماگریت افتخاری را دریافت کرد.

## فیلم‌ها
- 1959: La Planète fauve
- 1960: Fellini [fr]
- 1965: The Man Who Had His Hair Cut Short (De man die zijn haar kort liet knippe)
- 1968: One Night... A Train (Un soir, un train)
- 1971: Rendezvous at Bray (Rendez-vous à Bray)
- 1973: Belle
- ː۱۹۷۹ زنی بین گرگ و سگ
- 1983: Benvenuta
- 1985: Babel Opéra [nl]
- 1988: The Abyss (L'Œuvre au noir)
- 1989: 1001 films